# Кайський шлях
Ка́йський шля́х (яп. 甲州街道, こうしゅうかいどう, МФА: [koːɕuː kai̯doː]) — дорога в домодерній Японії, один з п'яти головних шляхів 17 — 19 століття. Названий за іменем провінції Кай. Пролягав на півдні регіону Канто. Сполучав політично-адміністративний центр країни — місто Едо провінції Мусасі, майбутній Токіо, — із містечком Кофу провінції Кай. Кінцева зупинка шляху була в містечку Сімо-Сува, яке сполучалося з Середгірським шляхом.